# Ramon Guillamet
Ramon Guillamet i Coma (Olot, 23 de marzo de 1856 - Barcelona, 14 de abril de 1926) fue un religioso español, obispo de León (1909-1913), de Córdoba (1913-1920) y de Barcelona (1920-1926).

## Biografía
Nació en Olot en 1856. Su padre era carpintero y la familia no disponía de muchos recursos. Pronto demostró grandes aptitudes para el estudio. Ingresó a los nueve años en el Seminario de Gerona y destacó rápidamente por sus calificaciones. En 1871 obtuvo el bachillerato en el Instituto de Figueras. Ese mismo año se hizo cargo como profesor sustituto de la asignatura de Teología Moral en el Seminario, aunque se daba la paradoja de que era alumno y, más en concreto, el más joven.
Su juventud no le permitió ordenarse junto con sus compañeros de estudios, por no llegar a la edad canónica permitida. Tuvo que esperar al 21 de diciembre de 1873 para ser ordenado presbítero por Tomàs Sivilla, obispo de Gerona.
Continuó sus estudios en el Seminario de Valencia en 1882, donde se licenció y doctoró en teología. Más tarde, en 1887, terminó la carrera de derecho en la Universidad de Barcelona.

## Trayectoria
El obispo Sivilla lo hizo su secretario particular en 1883. En 1885 obtuvo el cargo de canónigo doctoral de la Catedral de Tarragona. Allí fue asumiendo las dedicaciones de secretario del Capítulo, fiscal eclesiástico, provisor, vicario general y juez metropolitano.
La Universidad de Barcelona le concedió el título de doctor en Derecho, la entonces Pontificia de Valencia, el de Teología.
En 1907 fue nombrado maestro de la Catedral de Tarragona e impartió en el Seminario las asignaturas de Sagradas Escrituras, Instituciones canónicas, Derecho Romano y Civil y Práctica Forense. Desarrolló este trabajo durante veintidós cursos. Ejerció también de decano del Colegio de Doctores de la Facultad de Derecho Canónico del Seminario y de presidente de las comisiones diocesanas de Música sagrada, Acción social católica y de la Obra de Propaganda de la Fe.
El 20 de enero de 1909 fue nombrado obispo y propuesto para ocupar la sede de León. Fue consagrado el 10 de octubre y permaneció por espacio de tres años. El 18 de julio de 1913 fue promovido al obispado de Córdoba. Tomó posesión el 29 de noviembre y su mandato se prolongó por espacio de siete años, cuando fue llamado para ir a Barcelona a sustituir a Enrique Reig Casanova, que se iba a la sede de Valencia. En 1914 es nombrado senador por el Arzobispado de Sevilla. El 22 de abril de 1920 fue designado y el 28 de junio tomó posesión. Al cabo de cinco años al frente del obispado enfermó gravemente y se designó un obispo coadjutor en la persona de Josep Miralles i Sbert, que el 8 de julio de 1925 se hizo cargo de la gestión de los asuntos del obispado por la incapacidad del titular.
Después de un largo proceso, Ramon Guillamet murió el 14 de abril de 1926, sucediéndole de pleno derecho el obispo coadjutor. El obispo Guillamet fue enterrado el 16 de abril en la cripta de la Catedral de Barcelona.
| Predecesor: Juan Manuel Sanz y Saravia     | Obispo de León 1909 – 1913      | Sucesor: José Álvarez y Miranda |
| Predecesor: José Proceso Pozuelo y Herrero | Obispo de Córdoba 1913 – 1920   | Sucesor: Adolfo Pérez Muñoz     |
| Predecesor: Enrique Reig Casanova          | Obispo de Barcelona 1920 – 1926 | Sucesor: Josep Miralles i Sbert |